# Merewai Cumu
Merewai Cumu (31 de agosto de 1997) é uma jogadora de rugby sevens fijiana.

## Carreira
Merewai Cumu integrou o elenco da Seleção Fijiana Feminina de Rugbi de Sevens, na Rio 2016, que foi 8º colocada.